# Radikal 124
Radikal 124 mit der Bedeutung „Flügel“ ist eines von 29 der 214 traditionellen Radikale der chinesischen Schrift, die mit sechs Strichen geschrieben werden.
Mit 33 Zeichenverbindungen in Mathews’ Chinese-English Dictionary gibt es relativ viele Schriftzeichen, die unter diesem Radikal im Lexikon zu finden sind.
Das Radikal „Flügel“ nimmt nur in der Langzeichen-Liste traditioneller Radikale, die aus 214 Radikalen besteht, die 124. Position ein. In modernen Kurzzeichen-Wörterbüchern kann es sich an ganz anderer Stelle finden. Im Neuen chinesisch-deutschen Wörterbuch aus der Volksrepublik China steht es zum Beispiel an 183. Stelle.
In der Orakelschrift-Form sind zwei Federn zu erkennen, die auch in der Siegelschrift noch erhalten geblieben sind. Die Zeichen dieses Radikals haben oft mit Federn zu tun wie zum Beispiel 翅 (= Flügel), 翁 (= weng Greis, bedeutete ursprünglich Federn am Vogelhals), 翱翔 (= hochfliegen). Als Lautträger fungiert 羽 in 栩 (= lebhaft) und 诩 (= preisen).

## Schriftzeichenverbindungen, die vom Radikal 124 regiert werden
| Striche | Zeichen                             |
| ------- | ----------------------------------- |
| +0      | 羽                                  |
| +03     | 羾 羿                               |
| +04     | 翀 翁 翂 翃 翄 翅 翆                |
| +05     | 翇 翈 翉 翊 翋 翌 翍 翎 翏 翐 翑 習 |
| +06     | 翓 翔 翕 翖 翗 翘 翙 翚             |
| +07     | 翛 翜 翝                            |
| +08     | 翞 翟 翠 翡 翢 翣 翤                |
| +09     | 翥 翦 翧 翨 翩 翪 翫 翬 翭          |
| +10     | 翮 翯 翰 翱                         |
| +11     | 翲 翳 翴 翵 翶 翼                   |
| +12     | 翷 翸 翹 翺 翻                      |
| +13     | 翽 翾                               |
| +14     | 翿 耀                               |

 Im Unicodeblock Kangxi-Radikale ist das Radikal 124 unter der Codepointnummer 12.155 (U+2F7B) codiert.